# Дигитално номадство
Дигиталното номадство е феномен на трудовата миграция в дигитална среда през 21 век. Състои се в работа от вкъщи от всяка точка на света, без фиксирано физическо място, а често и без фиксирано работно време. Названието произлиза от номадските племена, които не са уседнали на определено място и непрекъснато скитат в търсене на по-добри условия за живот.
Дигиталното номадство е характерно за хората със свободна професия. Те обикалят света, като често се преместват от едно място на друго. Преминаването от работата в офис към този начин на работа е свързано с известен стрес. Според практикуващите работа от вкъщи, основното предимство на този начин е, че човек сам определя работния си ритъм. Най-важното в прехода към дигиталното номадство е предварителното проучване.

### Дефиниция: Повече от просто "работещ от разстояние"
Най-просто казано, дигитален номад е човек, който работи онлайн и чиято работа по никакъв начин не е свързана с определено физическо местоположение. В английския език се използва изразът "location independent" (независим от местоположението), който идеално описва тази същност. За разлика от работещите от разстояние, които често имат фиксиран "домашен офис" или се прибират в едно и също населено място, дигиталният номад пътува постоянно или често сменя дестинациите си, като съчетава професионалните си ангажименти с опознаването на света.